# Измайлов, Лев Васильевич
Лев Васи́льевич Изма́йлов (20 января 1685 — 13 января 1738) — капитан Преображенского полка, генерал-поручик из рода Измайловых, дипломат, чрезвычайный посланник. В 1719—1722 годах ездил в Китай для установления торговых отношений с императором Канси.

## Биография
Один из трёх сыновей Василия Петровича Измайлова, внук князя Никиты Ивановича Приимкова-Ростовского, племянник московского коменданта И. П. Измайлова. В начале службы своей был направлен Петром I в датские войска, где дослужился до капитана. В 1707 году поступил в Преображенский полк. В апреле 1710 года ездил вторично в Данию с грамотой, где выражалось сожаление о поражении датчан. В 1718 году был одним из тех, кто подписался под приговором царевичу Алексею.
В 1719 году послан в Пекин чрезвычайным посланником для заключения торгового договора. Посольство покинуло Москву 7 сентября 1719 года. Прибыли в Иркутск 30 марта 1720 года. В мае выехали в Селенгинск. Торжественный въезд в Пекин состоялся 18 ноября 1720 года. Через десять дней Измайлов получил аудиенцию у богдыхана Канси. Богдыхан принял милостиво посланника и просил передать русскому государю «чтобы тот хранил свое здоровье и не доверялся бы морю» и «что причин к войне или неудовольствиям у России с Китаем не существует». Во время аудиенции состоялся обмен дарами. Несмотря на успех первой встречи, договор не был заключен. Препятствием к этому стало то обстоятельство, что в России укрывались «беглые монголы», медленности в размежевании границ и приема владетеля Джунгарии, воевавшего с Китаем. 13 января 1722 года Измайлов вручил коллегии иностранных дел ответную бумагу богдыхана и статейный список. 
Екатерина I пожаловала Измайлова в майоры гвардии Семёновского полка, а Пётр II в январе 1728 года в генерал-майоры. В царствование Анны Иоанновны был подполковником. В 1734 году участвовал в польской войне. Отличился в сражении, разбив польский отряд под Сенцами. В кампанию 1736 года принимал участие в крымском походе Миниха. Участвовал в штурме Перекопа, разорении Гезлёва и Бахчисарая. Вместе с К-.М. Бироном командовал отрядом, который сжёг Ак-Мечеть и дворец калги-султана. За храбрость произведён в генерал-поручики. Умер в январе 1738 года.

## Семья

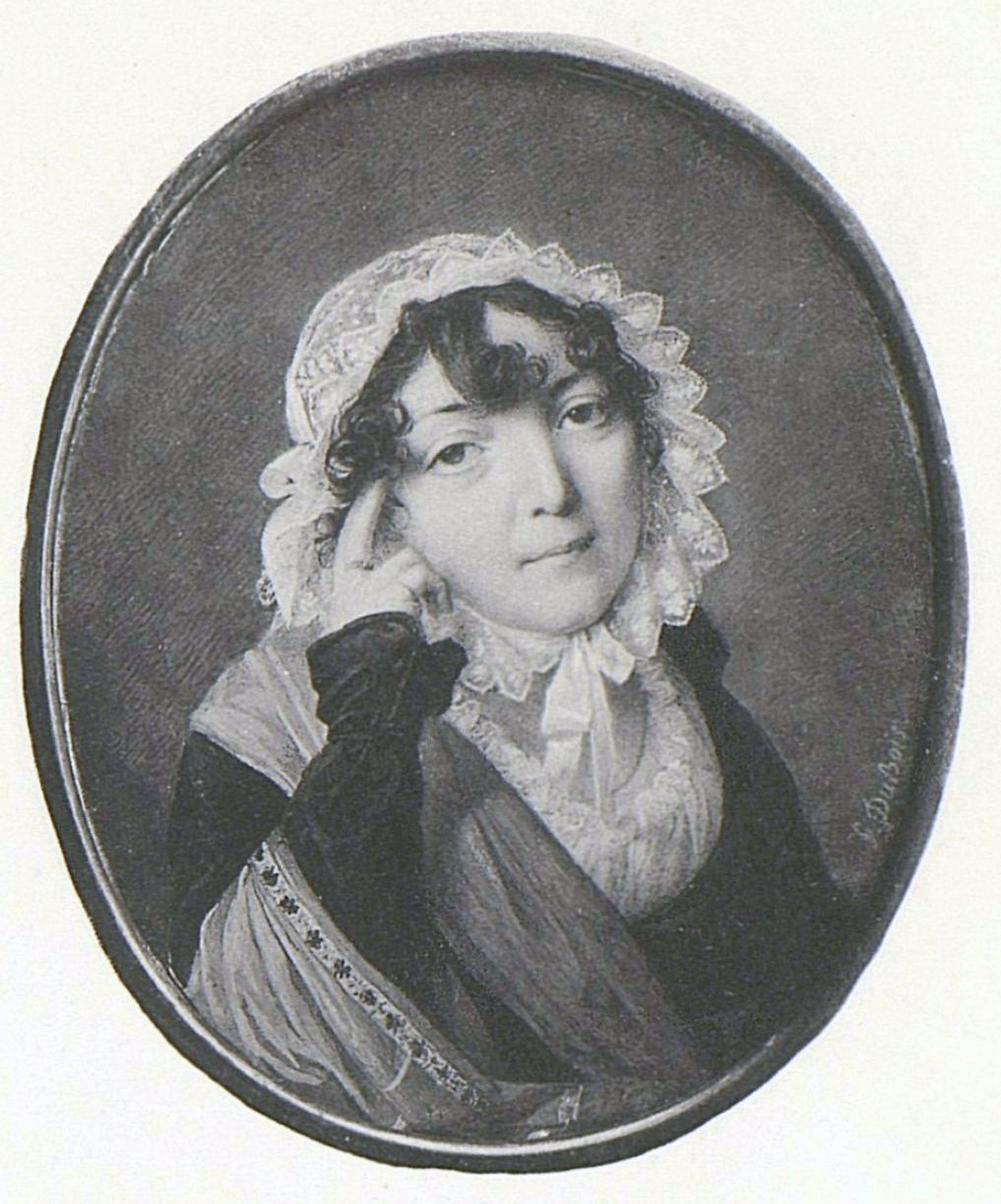
Екатерина Дмитриевна
Куракина, внучка.

Был женат с 1727 года на княжне Анне Михайловне Голицыной (20.10.1701—25.12.1748), дочери фельдмаршала князя М. М. Голицына старшего. Имели 2 дочерей и 2 сыновей:
- Евдокия Львовна (1731—1794), замужем за графом Александром Петровичем Толстым (1719—1792); их сыновья — известные братья Толстые: Дмитрий, Николай и Пётр.
- Екатерина Львовна (1732—1783), замужем за гвардии майором Василием Лаврентьевичем Петрово-Солововым (1715—1767).
- Михаил Львович (1734—1799), генерал-лейтенант, приближённый Петра III, убедивший его сдаться на милость заговорщиков. По поручению Екатерины II обезоружил находившиеся в Ораниенбауме голштинские войска. Умер холостым.
- Дмитрий Львович (1737—1779), полковник; от брака с графиней Елизаветой Ивановной Гендриковой (1745—после 1788), троюродной сестрой Петра III, имел сына и двух дочерей:
  - Екатерина Дмитриевна (1761—1843), крестница императрицы Елизаветы Петровны, с 1799 года вторая жена князя С. Б. Куракина.
  - Лев Дмитриевич (1764—1834), капитан гвардии Семёновского полка, полковник. Был в связях с Зубовыми. В царствование Александра I, в чине генерал-майора, был Рязанским предводителем дворянства, и получил орден Св. Анны. Во время отечественной войны командовал Рязанским ополчением и был пожалован в генерал-лейтенанты. Отличался буйным нравом и развратным поведением в быту, что вынудило правительство принять меры. По Сенатскому докладу в 1831 году был выслан на жительство в Рязань или Тулу, куда пожелает, безвыездно, а имения его взяты в опеку. Умер холостым, но оставил трёх незаконных детей.
  - Анна Дмитриевна (1771—1840), замужем за камергером Павлом Николаевичем Приклонским. По словам современника, «была женщина весьма оригинальная, с разными причудами и предрассудками, которые всегда весьма смешили великую княгиню Екатерину Павловну».